# Radčice
Radčice (deutsch Radschitz) ist eine Gemeinde in Tschechien. Sie liegt neun Kilometer südöstlich von Jablonec nad Nisou und gehört zum Okres Jablonec nad Nisou.

## Geographie
Das Dorf befindet sich im Eisenbroder Bergland (Železnobrodská vrchovina) linksseitig über dem Tal des Baches Žernovník. Einen Kilometer westlich führt im Tal die Europastraße 65 / Staatsstraße 10 von Turnov nach Tanvald vorbei, von der dort die Staatsstraße 287 nach Jablonec nad Nisou abzweigt.
Nachbarorte sind Zásada im Norden, Držkov im Nordosten, Jílové u Držkova im Osten, Jirkov und Střevelná im Süden, Chlístov und Těpeře im Südwesten, Dupanda und Alšovice im Westen sowie Bratřikov und Loužnice im Nordwesten.

## Geschichte
Die erste urkundliche Erwähnung des Dorfes erfolgte 1547 als Besitztum der Wartenberger, von denen es 1615 die Smiřický von Smiřice erwarben. 1864 wurde Radčice zur selbstständigen Gemeinde und im selben Jahr entstand das erste hölzerne Schulhaus, das beim großen Brand vom 1875 vernichtet wurde.
Nach dem Wiederaufbau wurde das nunmehr steinerne Schulhaus noch bis 1930 genutzt; 1933 erfolgte die Einweihung der neuen Dorfschule, in der 1978 der Unterricht wegen zu geringer Schülerzahl eingestellt wurde. 1931 hatte der Ort 470 Einwohner.

## Sehenswürdigkeiten
- Altböhmische Schrotholzhäuser